# Schwanheim (Pfalz)

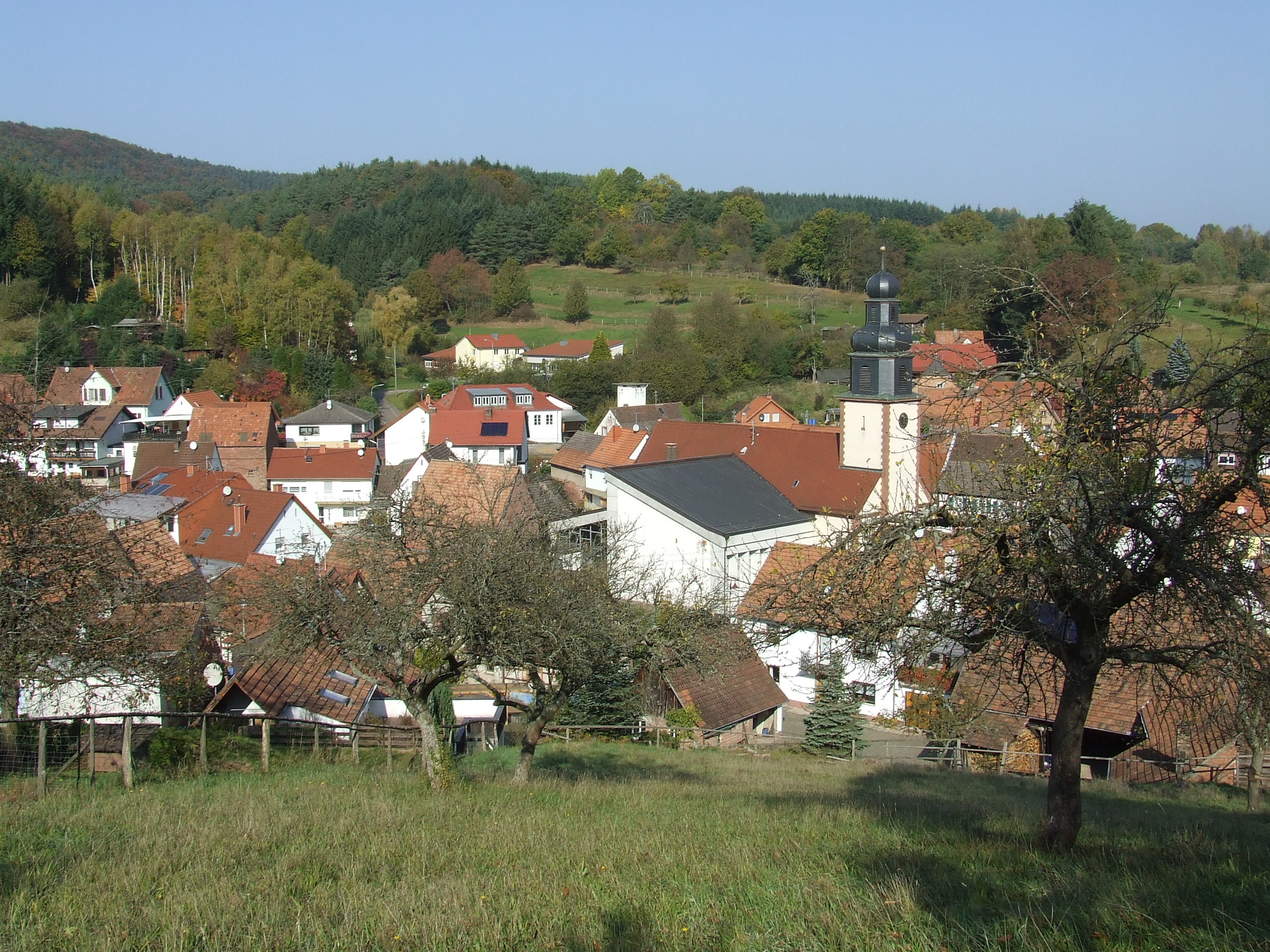
Ortsbild von Schwanheim

Schwanheim ist eine Ortsgemeinde im Landkreis Südwestpfalz in Rheinland-Pfalz. Sie gehört der Verbandsgemeinde Hauenstein an, innerhalb derer sie gemessen an der Einwohnerzahl die drittkleinste Ortsgemeinde darstellt.

## Geographie

### Lage
Schwanheim liegt im Wasgau, wie der Südteil des Pfälzerwaldes auch genannt wird, auf einer Höhe von 180 m ü. NHN und ist Teil des zum Dahn-Annweiler Felsenland gehörenden Dahner Felsenlandes. Dieses gehört geologisch zu den Trifels- und Rehberg-Schichten mit den Schichtungen des mittleren Buntsandsteins. 71,8 % der Gemarkungsfläche sind bewaldet. Nachbargemeinden sind – im Uhrzeigersinn – Spirkelbach, Lug, Gossersweiler-Stein, Dimbach, Darstein, Oberschlettenbach, Busenberg, Erfweiler und Hauenstein.

### Erhebungen
Im Osten befindet sich an der Gemarkungsgrenze zu Gossersweiler-Stein und Dimbach befindet sich der 418 Meter hohe Dimberg. An der Grenze zu Hauenstein erheben sich der Hühnerstein (455,7 m ü. NHN) und der Hülsenberg (447,2 m). Im Westen am Gemarkungsdreieck zu Erfweiler und Busenberg erstreckt sich das 476,7 m ü. NN hohe Wolfshorn. Im Süden der Gemarkung befindet sich der etwa 390 Meter hohe Haselstein und im Norden der Nesselberg.

### Gewässer
Der Rimbach verläuft mitten durch das Siedlungsgebiet, wo er von links den Schwanheimer Bach aufnimmt. Im Norden der Gemeindegemarkung entspringt der Lugbach, der im Nachbarort Lug ebenfalls in den Rimbach mündet.

## Geschichte
Schwanheim wurde am 25. März 1135 in einer Schenkungsurkunde des Mainzer Erzbischofs Adalbert I. von Saarbrücken an die Abtei Klingenmünster, erstmals urkundlich erwähnt. Der Ortsname Schwanheim kommt nicht, wie man auf den ersten Blick annehmen könnte, von dem gleichnamigen Tier, sondern von dem altdeutschen Wort swanden, was so viel wie roden bedeutet. Bis Ende des 18. Jahrhunderts bildete die Gemeinde ein Kondominium, da die gemeinschaftlich zur Kurpfalz und zum Hochstift Speyer gehörte.
Von 1798 bis 1814, als die Pfalz Teil der Französischen Republik (bis 1804) und anschließend Teil des Napoleonischen Kaiserreichs war, war Schwanheim in den Kanton Annweiler eingegliedert und war Sitz einer Mairie, die zusätzlich Gossersweiler, Lug, Silz, Stein und Völkersweiler umfasste. 1815 hatte der Ort insgesamt 403 Einwohner. 1815 wurde der Ort Österreich zugeschlagen. Bereits ein Jahr später wechselte Spirkelbach in das Königreich Bayern. Von 1818 bis 1862 war der Ort Bestandteil des Landkommissariat Bergzabern, das anschließend in ein Bezirksamt umgewandelt wurde.
1939 wurde der Ort in den Landkreis Bergzabern eingegliedert. Nach dem Zweiten Weltkrieg wurde Schwanheim innerhalb der französischen Besatzungszone Teil des damals neu gebildeten Landes Rheinland-Pfalz. Im Zuge der ersten rheinland-pfälzischen Verwaltungsreform wechselte der Ort 1969 in den Landkreis Pirmasens (ab 1997 Landkreis Südwestpfalz). Drei Jahre später wurde er in die neu geschaffene Verbandsgemeinde Hauenstein eingegliedert.

## Religion
Katholischerseits gehört die Gemeinde zum Bistum Speyer und untersteht dort dem Dekanat Pirmasens, die Evangelischen zur Protestantischen Landeskirche Pfalz.

## Politik
Bei Bundestagswahlen gehört Schwanheim zum Wahlkreis Pirmasens. Bei Landtagswahlen war die Gemeinde von 1991 bis 2016 Bestandteil des Wahlkreises Pirmasens-Land. Aufgrund des Bevölkerungsrückgangs der Region wurde er aufgelöst, sodass Schwanheim seit 2021 zum Wahlkreis Pirmasens gehört.

### Gemeinderat
Der Gemeinderat in Schwanheim besteht aus zwölf Ratsmitgliedern, die bei der Kommunalwahl am 9. Juni 2024 in einer Mehrheitswahl gewählt wurden, und dem ehrenamtlichen Ortsbürgermeister als Vorsitzendem.

### Bürgermeister
Herbert Schwarzmüller wurde 1999 Ortsbürgermeister von Schwanheim. Da bei der Direktwahl am 9. Juni 2024 kein Wahlvorschlag eingereicht wurde, oblag die Neuwahl des Bürgermeisters gemäß rheinland-pfälzischer Gemeindeordnung dem Rat. Dieser bestätigte auf seiner konstituierenden Sitzung am 26. August 2024 den bisherigen Ortsbürgermeister Herbert Schwarzmüller für weitere fünf Jahre in seinem Amt.

### Wappen
| Wappen von Schwanheim | Blasonierung: „Das Ortswappen zeigt einen goldenen Hirschkopf mit einem Kreuz im Geweih, auf blauem Grund.“  |
| Wappen von Schwanheim | Wappenbegründung: Der Hirschkopf mit dem Kreuz symbolisiert den Schutzpatron der Ortskirche, Sankt Hubertus. |

## Kultur

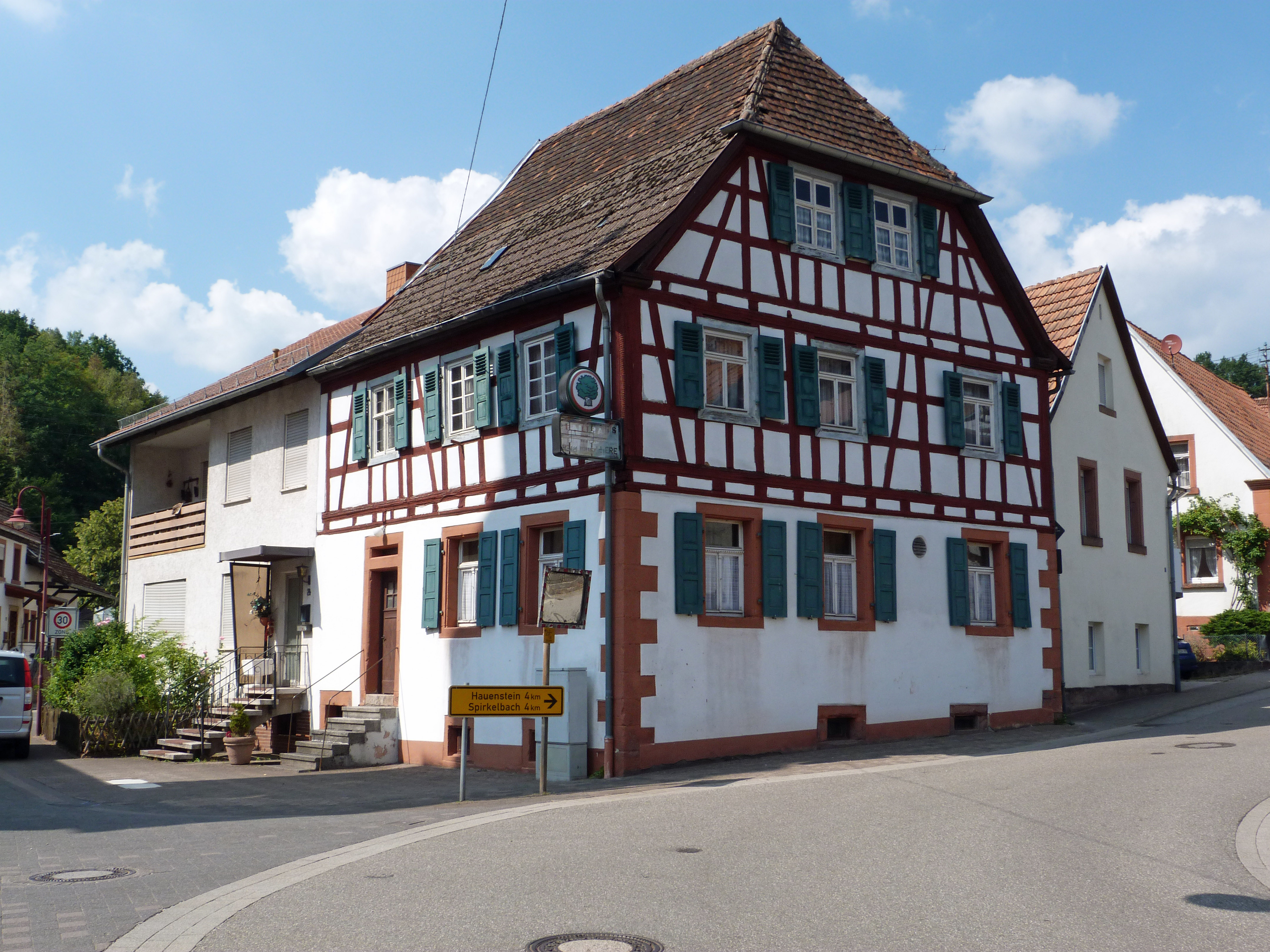
Denkmalgeschütztes Fachwerkhaus

### Kulturdenkmäler
Vor Ort existieren insgesamt 13 Objekte, die unter Denkmalschutz stehen.

### Natur
Die Ortsgemeinde liegt im Naturpark Pfälzerwald, der wiederum zum Biosphärenreservat Pfälzerwald-Vosges du Nord gehört. Schwanheim ist Bestandteil des Klettergebiet Pfälzer Wald.
Im Norden der Gemarkung befindet sich außerdem der Ritterstein 217, der die Aufschrift Hier stand der Schwanhof trägt. Der entsprechende Hof gehörte einst zum Reichskloster Klingenmünster und wurde 1908 abgerissen.

## Wirtschaft und Infrastruktur

### Verkehr

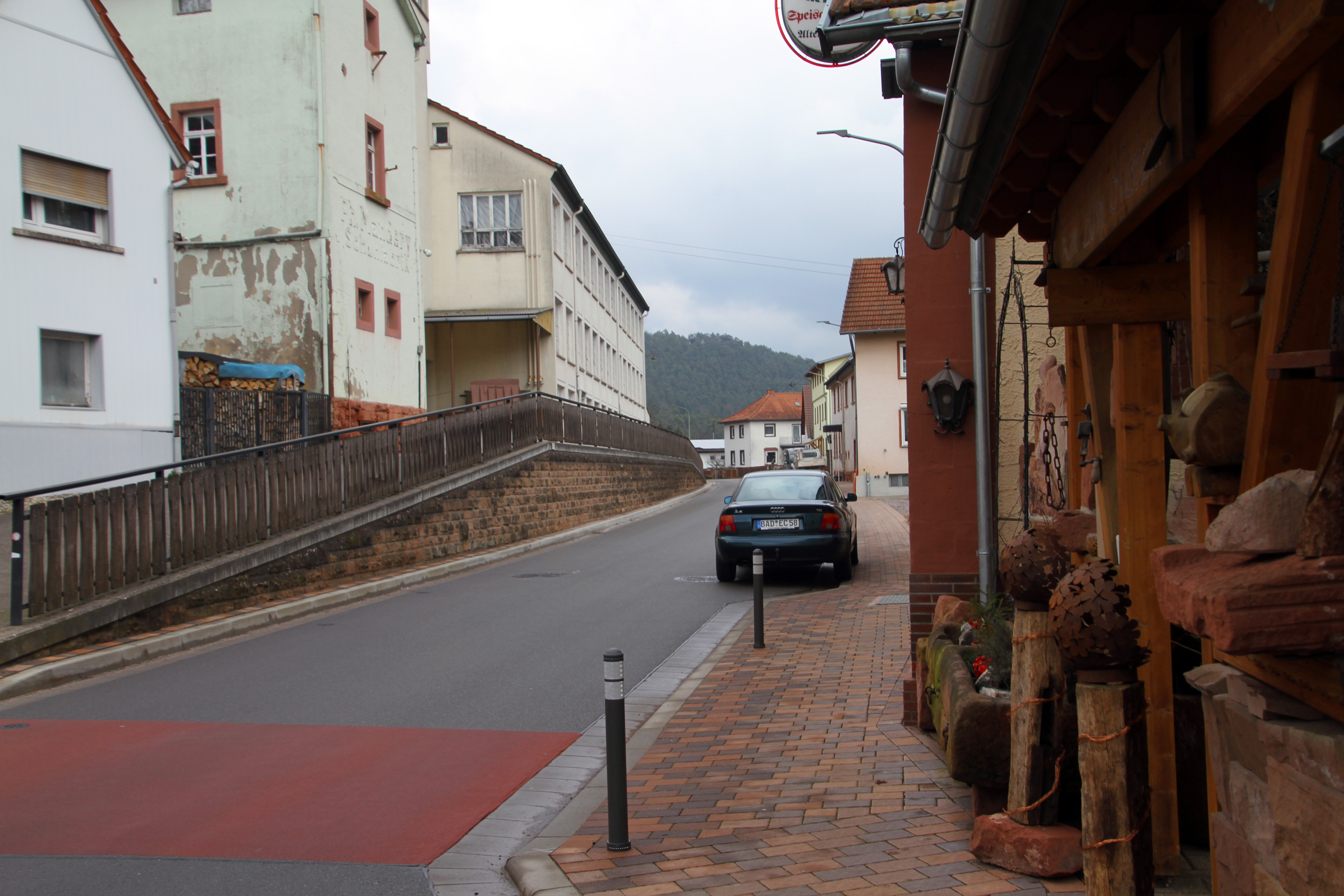
Landesstraße 490 innerhalb von Schwanheim

Durch Schwanheim verlaufen die Landesstraße 490 nach Lug und die Kreisstraße 54, die eine Verbindung mit Wilgartswiesen herstellt. Der Öffentliche Nahverkehr ist seit 2006 in den Verkehrsverbund Rhein-Neckar (VRN) integriert, davor war die Stadt seit 2000 Bestandteil des Westpfalz-Verkehrsverbundes (WVV). Der Ort ist über die von der Queichtal Nahverkehrsgesellschaft (QNV) betriebene Buslinie 525 des VRN an das Nahverkehrsnetz angebunden, die nach Bad Bergzabern und Annweiler am Trifels führt.

### Institutionen
Die Gemeinde gehört zum Gerichtsbezirk des Amtsgerichts Pirmasens, davor bis 1968 zum Gerichtsbezirk Annweiler.

### Tourismus
Mitten durch die Gemeinde führen ein Wanderweg, der mit einem grün-blauen Balken und von Göllheim bis nach Eppenbrunn verläuft und der als Rundwanderweg angelegte Rimbach-Steig. Durch die Waldgemarkung verläuft ein solcher, der mit einem roten Punkt markiert ist. Zudem befindet sich südwestlich des Siedlungsgebiets die Wasgauhütte.

## Persönlichkeiten

### Söhne und Töchter der Gemeinde
- Ferdinand Riedinger (1844–1918), Chirurg, Ordinarius in Würzburg
- Jakob Riedinger (1861–1917), Orthopäde und Professor

### Personen, die im Ort gewirkt haben
- Bernhard Würschmitt (1788–1853), katholischer Priester und Bildhauer, war von 1832 bis 1836 Pfarrer in Schwanheim
- Karl Foltz (1865–1961), Priester, von 1899 bis 1907 als Verweser und anschließend als Pfarrer vor Ort tätig